# Mormonova knjiga
Knjiga Mormona (engl. Book of Mormon) vjerski je tekst mormona. 

## Povijest
Objavio ju je 1830. godine Joseph Smith. Prema Smithovim tvrdnjama, Mormonovu knjigu preveo je sa zlatnih ploča, koje mu je 1827. godine uručio anđeo Moroni, dok je prema mišljenjima većine nemormonskih znanstvenika knjigu napisao sam Smith. Mormonova knjiga sadrži tekstove o židovsko-kršćanskoj civilizaciji koja je od 600. pr. Kr. postojala na tlu Amerike i koju su u 5. st. uništili poganski američki Indijanci. Arheolozi nisu pronašli tragove postojanja takve civilizacije. Prema tvrdnjama iz Mormonove knjige, Isus Krist se poslije uskrsnuća pojavio na tlu Amerike, gdje je propovijedao pripadnicima te civilizacije. Ostale kršćanske Crkve ne priznaju Mormonovu knjigu.

## Povezeni članci
- Crkva Isusa Krista svetaca posljednjih dana

## Vanjske poveznice
- Mormonova knjiga
- Online verzija Mormonove knjige